# Wolfgang Wolfram von Wolmar

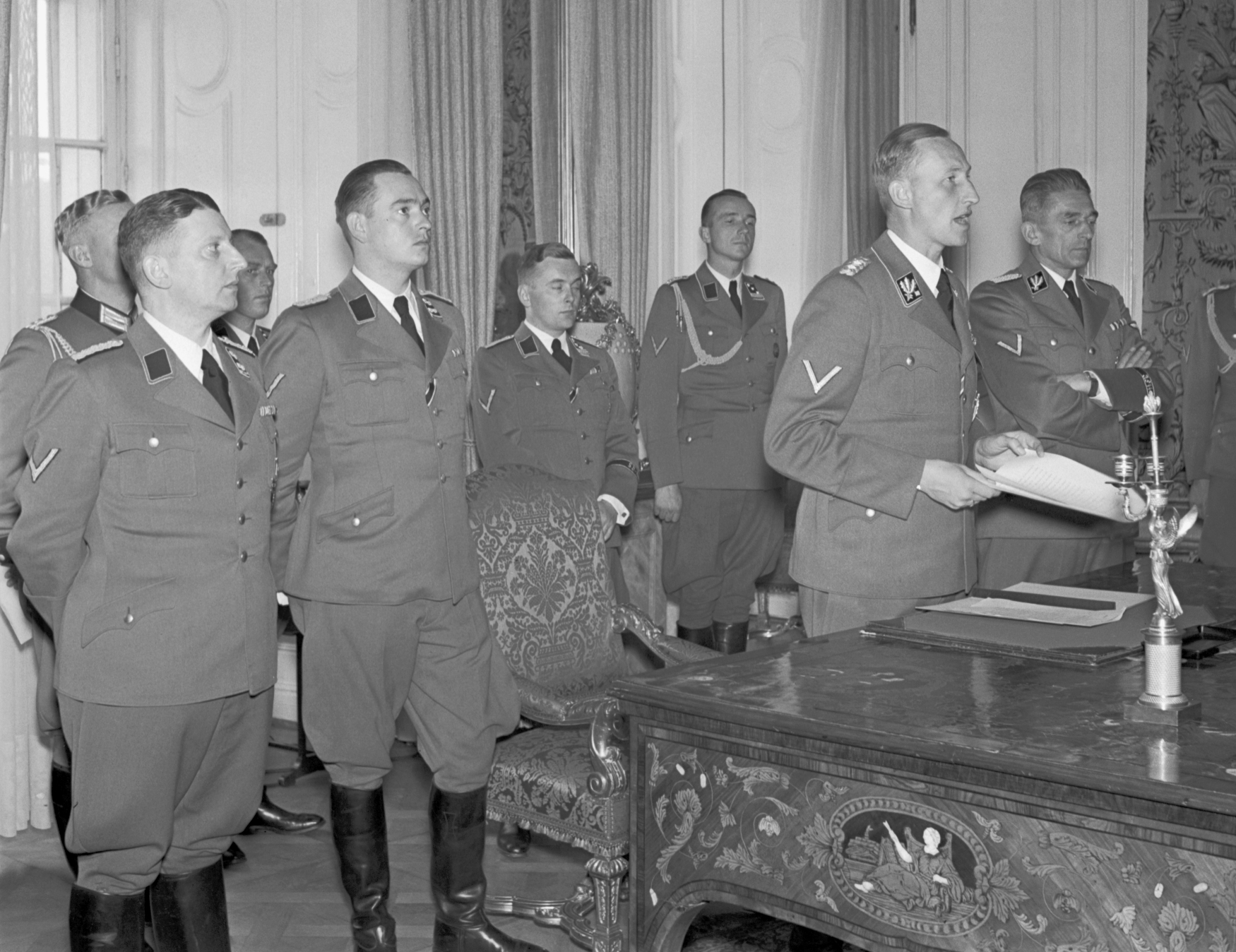
Horst Böhme, Wolfgang Wolfram von Wolmar, Reinhard Heydrich und Karl Hermann Frank in Prag 1941

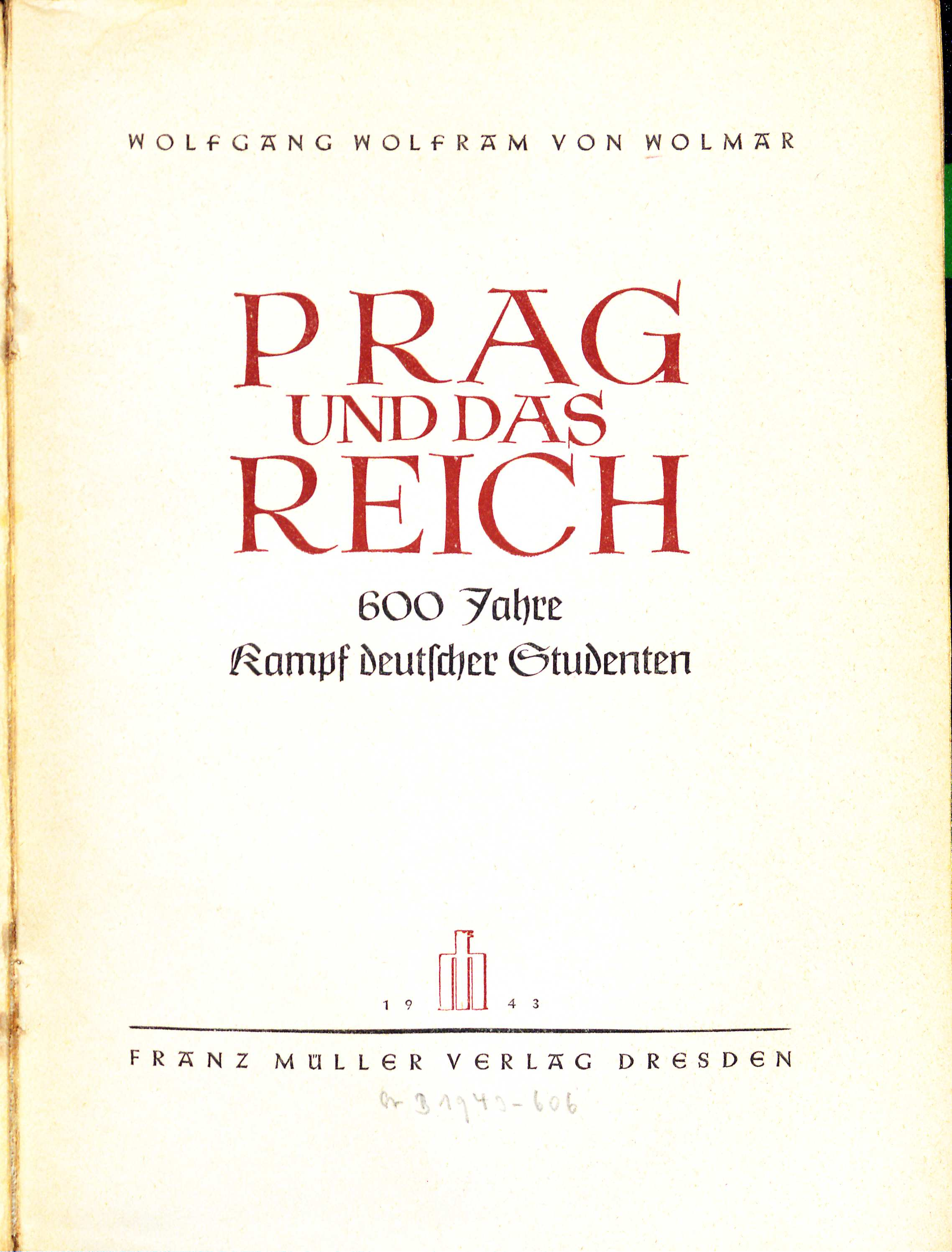
Prag und das Reich (1943)

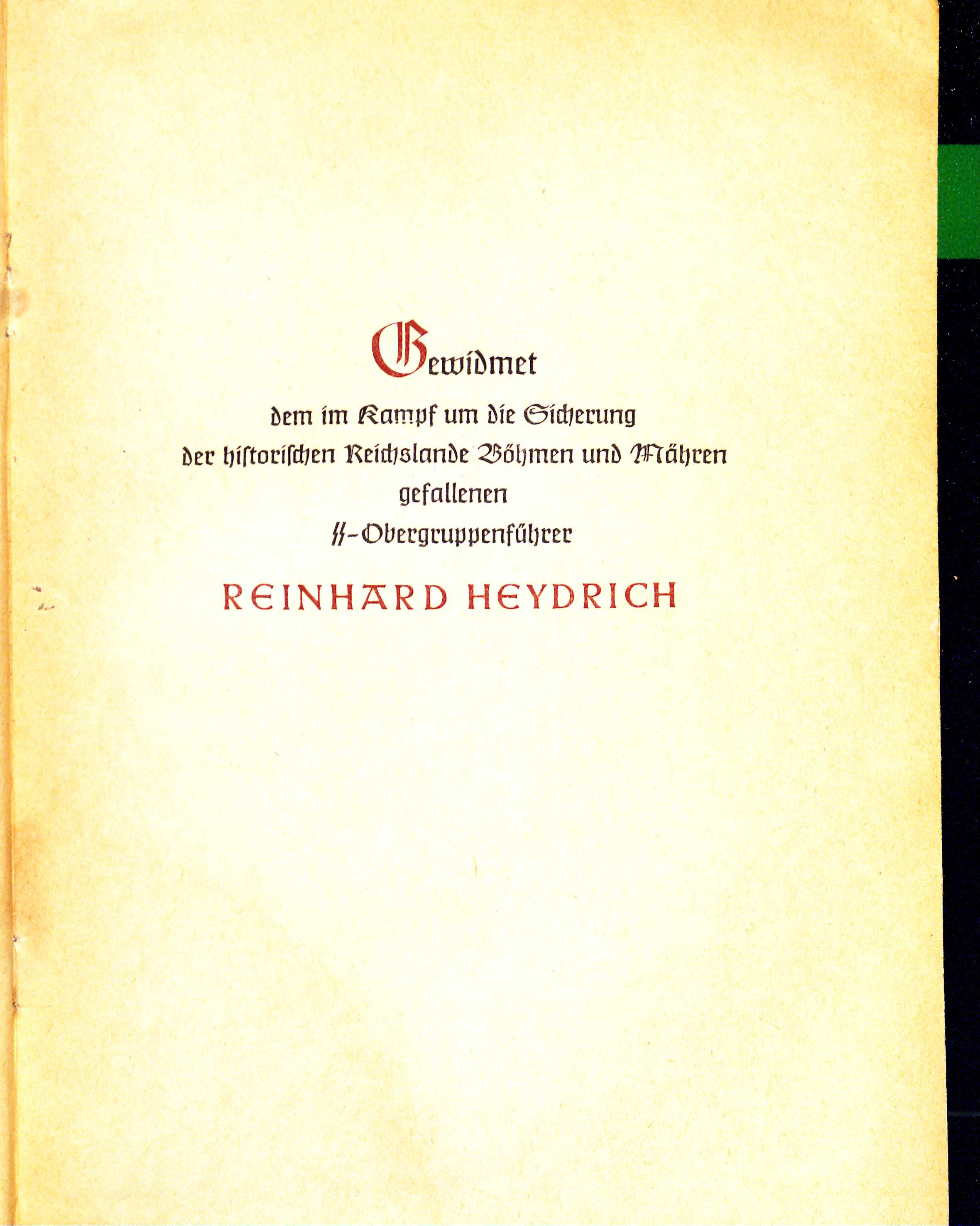
Widmung in Prag und das Reich (1943)

Wolfgang Wolfram von Wolmar (geboren 9. Juni 1910 in Wien, Österreich-Ungarn; gestorben 2. Dezember 1987 in Düsseldorf) war ein deutscher Beamter in der Zeit des Nationalsozialismus und Journalist und Publizist in der Bundesrepublik Deutschland.

## Leben
Wolfram von Wolmar wurde als Sohn eines Rittmeisters geboren, besuchte die Volksschule und die deutsche Realschule in Reichenberg sowie die deutsche Oberrealschule in Elbogen an der Eger und studierte Philologie in Breslau, Berlin und in Prag. 1929 trat er in der Tschechoslowakei der DNSAP bei, im Jahr zuvor war er Mitglied der Jugendorganisation der DNSAP geworden. Während seines Studiums wurde er 1930 Mitglied der Burschenschaft Albia Prag und Mitglied des Nationalsozialistischen Deutschen Studentenbundes. Im Jahr 1933 wurde er als Gaustudentenführer der DNSAP inhaftiert und aus der ČSR ausgewiesen. Im nationalsozialistischen Deutschen Reich wurde er Adjutant des ebenfalls ausgewiesenen sudetendeutschen Politikers Hans Krebs und trat wie dieser in den Dienst des Reichsinnenministeriums. Wolfram von Wolmar trat zum 1. September 1937 der NSDAP (Mitgliedsnummer 5.501.058) und zum 30. Januar 1938 der SS bei (SS-Nummer 290.781), in der er den Rang eines SS-Hauptsturmführers erreichte.
Nach der deutschen Okkupation der Tschechoslowakei im März 1939 wurde er Regierungsrat und Leiter der Unterabteilung Presse mit 14 Mitarbeitern bei der Behörde des deutschen Reichsprotektors in Böhmen und Mähren. Direkt nach seiner Ankunft in Prag ließ er die Chefredakteure mehrerer Zeitungen verhaften und er ließ später mehrfach Redakteure austauschen. Er erwartete von den Redakteuren der tschechischen Tagespresse antisemitische Texte. Er verlangte, dass in den tschechischen Zeitungen eine eigene Rubrik eingerichtet wurde, in der die tschechischen Bürger ihre jüdischen Mitbürger denunzieren sollten. Den Redakteuren der Kollaborationspresse drohte er immer wieder mit der Schließung ihrer Blätter. Wolfram von Wolmar machte sich selbst zum Vorsitzenden des von ihm gegründeten „Prager Presseklubs von 1939“.
Am 10. Oktober 1941 nahm er in Prag an der Besprechung teil, bei der Reinhard Heydrich seinen Plan zur Ghettoisierung der böhmischen Juden im Ghetto Theresienstadt verkündete. Heydrich war von Reichsmarschall Hermann Göring am 31. Juli 1941 mit der Gesamtorganisation der „Endlösung der Judenfrage“ beauftragt worden und bereitete in dieser Zeit die Wannseekonferenz vor, die nach einer Terminverschiebung am 20. Januar 1942 stattfand.
Wolfram von Wolmar organisierte im September 1942 eine Reise von acht tschechischen Schriftleitern und zwei Offizieren der Kollaborationsregierung in die besetzten Gebiete der Sowjetunion, die in der tschechischen Presse veröffentlichten Berichte kamen auch als Buch mit einem Vorwort Wolfram von Wolmars heraus. Ende 1942 wurde er in Prag abgelöst und als Offizier in die SS-Division „Prinz Eugen“ einberufen. 1943 wurde er in Prag zum Dr. phil. promoviert; im selben Jahr wurde er habilitiert.
Bei Kriegsende kam er in Kriegsgefangenschaft. Danach tauchte er im besetzten Österreich unter falschem Namen unter. Über seine Entnazifizierung ist nichts bekannt. Wolfram von Wolmar arbeitete seit 1950 in Bonn und Düsseldorf als Deutschlandkorrespondent der Salzburger Nachrichten, einem Sammelbecken alter Nazis, bei der Viktor Reimann stellvertretender Chefredakteur war, und anderer österreichischer Zeitungen. Er schrieb für die Zeitschrift Die Plattform und war Redakteur der Zeitung Die Deutsche Zukunft des deutschen FDP-Politikers Siegfried Zoglmann. Er stand damit im Umkreis des in der nordrheinwestfälischen FDP tätigen Naumann-Kreises. Die tschechoslowakische Regierung richtete 1951 ein Auslieferungsbegehren wegen Kriegsverbrechen an die Regierung Österreichs, die noch unter alliierter Kontrolle stand. Bei einer Reise nach Österreich wurde Wolfram von Wolmar im Dezember 1954 in Salzburg festgenommen. Bundestagsabgeordnete der FDP-Fraktion richteten daraufhin an die deutsche Bundesregierung eine Anfrage, was sie zu tun gedenke, um die Freiheit und Sicherheit deutscher Reisender in Österreich zu gewährleisten. Nachdem die US-amerikanische Besatzungsmacht die Entscheidung über die Auslieferung an die österreichische Bundesregierung delegiert hatte, wurde Wolfram von Wolmar nach drei Monaten mangels konkreter Beschuldigungen freigelassen. Wolfram von Wolmar schrieb auch nach der Naumann-Affäre für Parteizeitungen der FDP, so für die 1956 gegründete FDP-Wochenzeitung Das freie Wort.
Er wurde 1951 durch eine Fusion seiner Urverbindung Albia Prag Mitglied der Burschenschaft Sudetia München. Ebenso war er Mitglied der Burschenschaft Alemannia Wien und der Burschenschaft Cheruskia Graz.
1971 wurde Wolfram von Wolmar in Düsseldorf wegen der Mittäterschaft bei der Hinrichtung dreier tschechischer Bürger 1939 angeklagt, er wurde freigesprochen. Als Entlastungszeuge trat Siegfried Zoglmann in dem Verfahren auf.

## Schriften (Auswahl)
- Die tschechische Presse. In: Zeitungswissenschaft, 13. Jahrgang, 1938, Heft 7, S. 406–418.
- Němec o českých problémech. Vorwort Václav Crha. Orbis, Prag 1941 [Ein Deutscher über tschechische Probleme].
- (Hrsg.): Čeští novináři na Východě: Kyjev-Charkov-Oděsa-Krym. Orbis, Prag 1942 [Tschechische Journalisten im Osten].
- Prag und das Reich: 600 Jahre Kampf deutscher Studenten. Franz Müller, Dresden 1943 (Diss. Phil. Fak., Prag).
- Ein Requiem für Preußen. Musterschmidt, Göttingen 1957.
- Die Idee der Burschenschaft im Wandel der deutschen Geschichte. Vortrag. Wagner, Bad Nauheim 1959.
- Als Verteidiger in Nürnberg : Otto Kranzbühler und die Nürnberger Prozesse. Staats- u. Wirtschaftspolit. Ges., Hamburg 1982.
- Prag: die älteste Universität des Reiches. Herausgegeben anläßlich der Feier zum 650. Gründungstag der Prager Deutschen Universität, 7. April 1348–1998. Arbeitsgemeinschaft Prager und Brünner Korporationen, München 1998.